# The Outfit (film, 2022)
Pour les articles homonymes, voir The Outfit.
Pour plus de détails, voir Fiche technique et Distribution.
The Outfit, ou Le Tailleur au Québec, est un film américano-britannique réalisé par Graham Moore et sorti en 2022.
Il est présenté en avant-première à la Berlinale 2022.

## Synopsis
En 1956 à Chicago, Leonard Burling est un tailleur anglais qui dirige un atelier de couture sur-mesure dans un quartier contrôlé par le chef de la mafia irlandaise Roy Boyle. Le fils et commandant en second de Roy, Richie, et son principal homme de main, Francis, utilisent le magasin de Leonard comme cachette pour l'argent sale ; Leonard tolère cet arrangement car les Boyle et leurs hommes sont ses meilleurs clients. Leonard partage également une relation compliquée avec la réceptionniste Mable, qui est également la petite amie de Richie.
Un soir, Francis se présente à la boutique avec Richie, blessé au ventre après une confrontation armée avec la famille rivale de Violet LaFontaine. Leonard est forcé, sous la menace d'une arme à feu, de soigner la blessure de Richie et de cacher une mallette ; celle-ci contient une copie d’un enregistrement du FBI avec des informations détaillées sur les opérations mafieuses, qui a été fourni par « The Outfit », un syndicat du crime fondé par Al Capone. Francis entre en contact avec Roy et s’en va, laissant Leonard et Richie seuls. Richie révèle qu’il suspecte la présence d'une taupe dans leur organisation, car les LaFontaine semblent connaître chacun de leurs mouvements, et croit que l’enregistrement en révélera l’identité. Leonard suggère à Richie que Francis pourrait être le traitre.
Quand Francis revient, Leonard l'intercepte, affirmant que Richie est étourdi et délirant à cause de sa perte de sang. Richie menace Francis, qui le tue. Lui et Leonard cachent le corps de Richie juste au moment où Roy arrive avec son garde du corps Monk. Les deux hommes mentent et disent à Roy que Richie a quitté le magasin par ses propres moyens ; Francis se porte volontaire pour aller le chercher. Roy remarque le manteau de Richie dans l’arrière-boutique du magasin et menace Leonard. Francis revient ensuite avec Mable, affirmant qu’il a trouvé le sang de Richie dans son appartement et suggérant qu’elle est la taupe. Lorsque Roy ordonne à ses hommes de la torturer pour obtenir des informations, Leonard le distrait en révélant la raison pour laquelle il est venu à Chicago : sa femme et sa fille ont été tuées dans un incendie dans son ancien magasin et sa maison de Savile Row.
Le téléphone de la boutique sonne et Leonard y répond. Il fait croire que l'appel vient de Richie, et qu'il attend Roy. Roy et Monk partent mais Francis insiste pour rester. Leonard convainc Francis de trahir Roy en utilisant Mable, qui est vraiment la taupe et a vendu des informations à LaFontaine et au FBI. La mort de Roy aux mains de LaFontaine permettra à Francis de reprendre les affaires de Roy. À la demande pressante de Leonard, Mable appelle Violet LaFontaine pour lui donner l’emplacement de Roy et lui offrir de lui vendre l’enregistrement. Francis se cache à l’arrière du magasin quand Violet arrive, avec l’intention de la tuer, mais Leonard avertit Violet et ses gardes du corps tirent deux fois sur Francis à la place. Mable prend l'argent et Violet part avec la bande.
Il est révélé que les événements de la nuit se sont déroulés en raison de la manipulation de Leonard. Celui-ci a trompé les Boyles en diffusant de faux messages de The Outfit, et il savait que Mable avait permis au FBI de placer un mouchard dans son magasin. L'enregistrement que Violet a pris était un faux ; le vrai est toujours dans le magasin et a enregistré les conversations de la nuit, capturant suffisamment d’informations pour condamner les Boyles restants ainsi que LaFontaine. Leonard donne à Mable la vraie cassette à envoyer au FBI et l’exhorte à utiliser l’argent de LaFontaine pour vivre ses rêves.
Avec l'intention de recommencer sa vie, Leonard met le feu à son magasin, mais il est interrompu par Francis, revenu à lui, et prêt à le tuer. Blessé, alors que les flammes font rage, Leonard révèle à Francis qu’il a appartenu à un gang comme lui, mais qu’il est parti quand on lui a ordonné de commettre un crime odieux. Il s’est reconverti et a fondé une famille, jusqu’à ce que son ancien gang les trouve et brûle son magasin, tuant sa femme et sa fille. Francis se jette sur Leonard avec un couteau mais ce dernier lui plante ses ciseaux à tissu préférés dans la gorge et le laisse pour mort. Vêtu d’une veste sombre pour cacher ses blessures, il quitte tranquillement le magasin en flammes.

## Fiche technique
Sauf indication contraire, les informations mentionnées dans cette section peuvent être confirmées par la base de données cinématographiques IMDb,  présente dans la section « Liens externes ».
- Titre original : The Outfit
- Titre québécois : Le Tailleur
- Réalisation : Graham Moore
- Scénario : Graham Moore et Johnathan McClain
- Musique : Alexandre Desplat
- Décors : Gemma Jackson
- Costumes : Zac Posen et Sophie O'Neill
- Photographie : Dick Pope
- Montage : William Goldenberg
- Production : Ben Browning, Amy Jackson et Scoop Wasserstein

Coproducteurs : Nell Green et Elizabeth Siegal
Producteurs délégués : Alison Cohen, Ashley Fox, Johnathan McClain, Milan Popelka et David Zimmerman
- Société de production : FilmNation Entertainment
- Société de distribution : Focus Features (États-Unis)
- Budget : n/a
- Pays de production :  États-Unis,  Royaume-Uni
- Langue originale : anglais
- Format : couleur
- Genre : drame, crime
- Durée : 106 minutes
- Dates de sortie[1] :
  - Allemagne : 14 février 2022 (avant-première à la Berlinale - hors compétition)
  - États-Unis : 18 mars 2022
  - France : 18 novembre 2022 (en VOD)
- Classification :
  - États-Unis : R (interdit aux moins de 17 ans non accompagnées)
  - France : Interdit aux moins de 12 ans lors de sa sortie à la demande et à la télévision.

## Distribution
- Mark Rylance (VQ : Antoine Durand) : Leonard, le tailleur
- Zoey Deutch (VQ : Kim Jalabert) : Mable, la réceptionniste de l'atelier de couture
- Dylan O'Brien (VQ : Xavier Dolan) : Richie, le fils de Roy
- Johnny Flynn (VQ : Adrien Bletton) : Francis, l'homme de main
- Simon Russell Beale (VQ : Jean-François Blanchard) : Roy, le chef mafieux
- Nikki Amuka-Bird (VQ : Sofia Blondin) : Violet Lafontaine, la cheffe du clan adverse
- Alan Mehdizadeh (VQ : Olivier Visentin) : Monk, le garde du corps de Roy

## Production
En janvier 2021, le scénariste Graham Moore annonce qu'il va faire ses débuts de réalisateur dans un film dont il écrit le scénario avec Johnathan McClain (en) et qui sera produit par FilmNation Entertainment. En février 2021, Focus Features pré-achète les droits de distribution du film alors que Mark Rylance, Zoey Deutch, Dylan O'Brien et Johnny Flynn sont annoncés dans les rôles principaux. Simon Russell Beale et Nikki Amuka-Bird rejoignent eux aussi la distribution en avril 2021.
Le tournage débute le 5 mars 2021 à Londres et s'achève en avril suivant,,.

## Sortie
Le film est présenté en avant-première à la Berlinale 2022, hors compétition. La sortie dans les salles américaines était initialement fixée au 25 février 2022,. Début 2022, elle est repoussée au 18 mars 2022.

## Distinction

### Sélection
- Berlinale 2022 : hors compétition